# Friedrich Hüffmeier
Friedrich Hüffmeier (Kunersdorf, 14 giugno 1898 – Münster, 13 gennaio 1972) è stato un ammiraglio tedesco, già distintosi come ufficiale della Kaiserliche Marine imbarcato sulle navi di superficie durante la prima guerra mondiale. Durante la seconda guerra mondiale fu comandante dell'incrociatore leggero Köln, dell'incrociatore da battaglia Scharnhorst e Comandante della fortezza (Wehrmachtbefehlshaber) delle Isole del Canale.

## Biografia

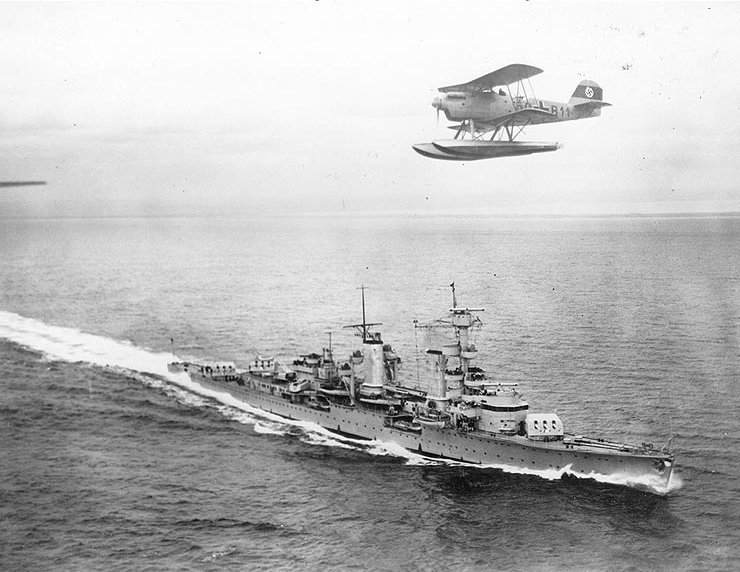
L'incrociatore leggero Köln in navigazione.

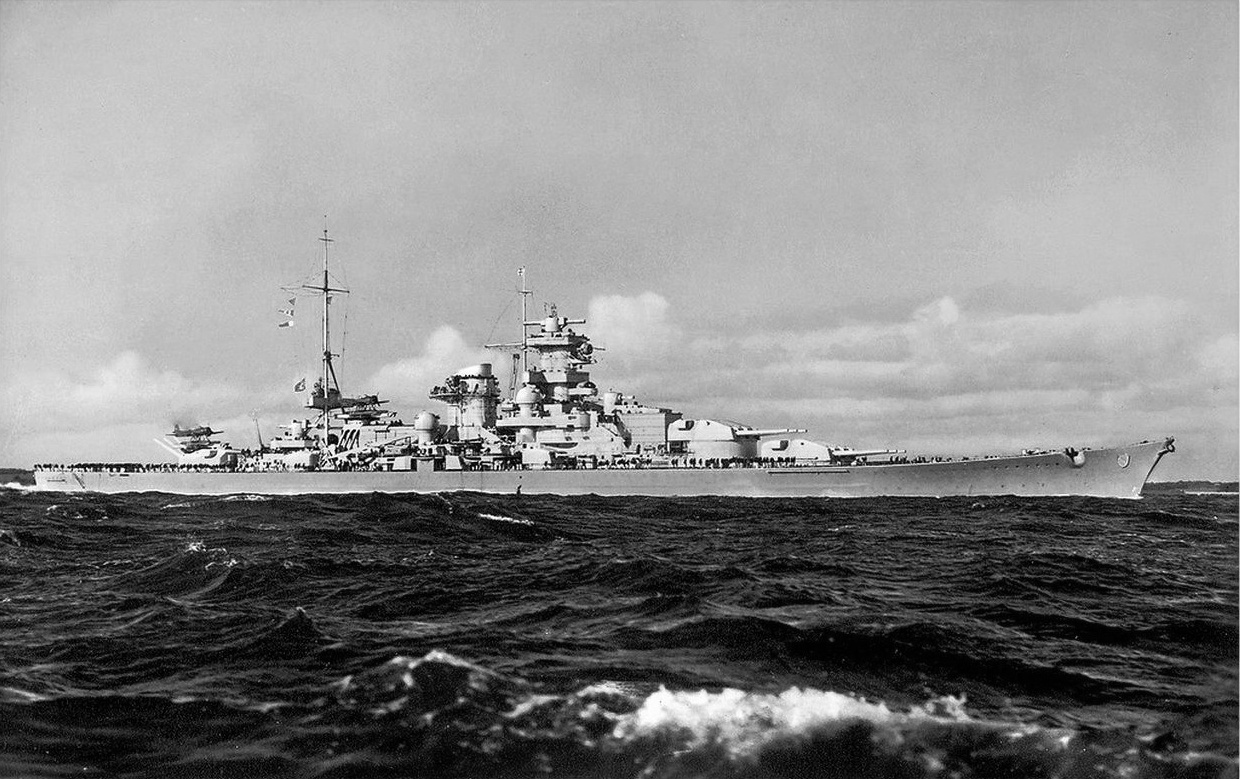
L'incrociatore da battaglia Scharnhorst.

Nacque a Kunersdorf il 14 giugno 1898. Si arruolò nella Kaiserliche Marine (Classe IX/1914) il 16 settembre 1914, a prima guerra mondiale già iniziata, entrando come cadetto] nella Accademia navale di Munster.  Continuò il suo addestramento sull'incrociatore protetto Freya, e nel dicembre 1914 si imbarcò sulla nave da battaglia Lothringen. Promosso guardiamarina nel febbraio 1915, rimase imbarcato sulla nave da battaglia sino al gennaio 1916 quando fu trasferito a bordo dell'incrociatore leggero Augsburg. Promosso leutnant zur see il 12 ottobre 1916. Nel marzo 1918 passò a frequentare la scuola sommergibilisti, e dal mese di luglio iniziò l'addestramento a bordo dello SM U 19. dal mese di ottobre fu ufficiale di guardia presso la 3ª Flottiglia sottomarini. Dopo la fine della guerra transitò in servizio nella Reichsmarine. Il 28 settembre 1920 fu promosso Oberleutnant zur See, e dal 1º aprile 1922 al 30 settembre 1923 fu ufficiale di guardia dell'incrociatore leggero Berlin.  Dal 26 settembre 1926 al 1º marzo 1927 fu ufficiale di guardia a bordo della nave da battaglia Hannover. Il 1º marzo 1927 transitò sulla nave da battaglia Schlesien, e il 1º aprile successivo fu promosso Kapitänleutnant. Rimase sulla Schlesien sino al 30 settembre 1928. Nel 1931 prestò servizio presso il Dipartimento di Difesa Navale (AI) dell'Ufficio del Marinekommandoamt. Il 1º luglio 1934 fu promosso Korvettenkapitän, il 1º ottobre 1937 Fregattenkapitän.
Dopo lo scoppio della seconda guerra mondiale il 1º ottobre 1939 fu promosso Kapitän zur See, dal 1º maggio 1941 al 1º marzo 1942 fu comandante dell'incrociatore leggero Köln e successivamente, dal 31 marzo 1942 al 13 ottobre 1943, l'incrociatore da battaglia Scharnhorst con il quale partecipò all'Operazione Zitronella. Al comando dello  Scharnhorst non si distinse particolarmente incappando in una serie di incidenti che gli valsero la sfiducia dell'equipaggio. Fece incagliare l'incrociatore da battaglia al largo di Hela a una velocità di 26 nodi; mentre lasciava Gdynia un cavo di una boa si avvolse intorno all'elica di tribordo necessitando di riparazioni in cantiere; nell'agosto 1942 entrò in collisione con il sommergibile U-523 durante alcune manovre nel Mare Baltico. Nell'ottobre 1943 fu promosso contrammiraglio e fino al giugno 1944 ricoprì l'incarico di capo dell'ufficio del Wehrgeistiger Führungsstab presso l'alto comando della Kriegsmarine. Questa carica, che potrebbe essere paragonata a quella di commissario politico dell'Armata Rossa, aveva il compito di mantenere alto il morale e lo spirito nazionalsocialista tra i marinai.
Dal 25 luglio 1944 al 26 febbraio 1945 fu comandante della difesa dell'isola di Guernsey(Inselkommandant Guernsey). Nell'ottobre 1944 divenne capo di stato maggiore del comandante militare delle Isole del Canale, il tenente generale Rudolf Graf von Schmettow. Il 1º gennaio 1945 fu promosso viceammiraglio, e il 26 febbraio dello stesso anno succedette a Rudolf Graf von Schmettow come comandante della fortezza (Wehrmachtbefehlshaber) delle Isole del Canale, responsabile per le isole di Guernsey, Alderley e Jersey, mantenendo l'incarico fino alla fine della guerra. Partecipò alla pianificazione dell'attacco al porto di Granville, avvenuto la notte del 9 marzo 1945. Fu prigioniero di guerra dei britannici il 9 maggio 1945 rimanendovi fino al 2 aprile 1948, quando fu rilasciato.
Successivamente si iscrisse al Partito Tedesco, per il quale si candidò al 24º posto nella lista statale del Nord Reno-Westfalia nelle elezioni federali del 1957. 
Descritto come un fanatico nazionalsocialista, si spense a Münster il 13 gennaio 1972.

### Fonti
1. 1 2 3 4 5 6 7 8 9 10 11 12 13 14 15 16 17  Special Camp 11.
2. 1 2  Rangliste 1918, p. 79.
3. ↑  Marineleitung 1931, p. 3.
4. 1 2  Wagner 1972, p. 617.
5. 1 2  Briggs 1995, p. 73.
6. ↑  Ministerialblatt für das Land Nordrhein-Westfalen, Ausgabe A, 10. Jahrgang, Nummer 99, 30. August 1957, S. 1831.
7. ↑  Morison 1962, p. 306.